# IRC+10420
IRC+10420, també coneguda com a V1302 Aql, és un estel hipergegant (que va ser inicialment classificat com una nebulosa protoplanetària per alguns autors) situat a la constel·lació de l'Àguila, a una distància de 3 i 5 kiloparsecs.

## Propietats físiques
Malgrat ser una dels estrelles més lluminoses conegudes, amb una lluminositat de més de 500.000 vegades la del Sol, és invisible a ull nu i necessita un telescopi per ser observada.
Durant els últims 20 anys, el tipus espectral d'aquest estel ha variat des de F8 fins a A mantenint-se la seva lluminositat constant, cosa que al costat de la gran quantitat de matèria que ha expulsat ha portat a pensar que és un astre de 40 o 50 masses solars en una fase molt avançada de la seva vida, evolucionant des de la fase de supergegant vermella cap a la d'estel de Wolf-Rayet o la de variable lluminosa blava (LBV), o fins i tot a la de presupernova; d'acord amb alguns models, l'estel en si, que sembla tenir una temperatura superficial elevada i que estem veient des d'un dels seus pols, té amb prou feines 10 masses solars i està embolicada per 30 o 40 masses solars de material expulsat per potents vents solars. Aquest material l'oculta, arribant a formar una "pseudofotosfera" que la fa aparèixer com un estel hipergegant groc o blanca en comptes del que és en realitat.

## Nebulosa
El material expulsat per IRC+10420 llueix il·luminat per aquesta com una nebulosa de reflexió, i és això el que es veu i no el propi astre. Imatges preses pel Telescopi Espacial Hubble han mostrat una complexa estructura en ella que inclou rajos, arcs, i condensacions de material brillant -els quals mostren evidències de forta pèrdua de massa estel·lar durant els últims segles-, i que ha estat comparada a la que envolta a VY Canis Majoris.

## Altres referències
- IRC+10420 en la base de dades de SIMBAD

- Checking the yellow evolutionary void (en anglès. Arxiu PDF) Arxivat 2015-11-02 a Wayback Machine.

- The spectral energy distribution and mass-loss history of IRC+10420 (en anglès. Arxiu PDF)

- The Circumstellar Environments of the Cool Hypergiants: Implications for the Mass Loss Mechanism (en anglès. Arxiu PDF) Arxivat 2016-03-07 a Wayback Machine.

- CROSSING THE YELLOW VOID: SPATIALLY RESOLEU SPECTROSCOPY OF (...) IRC +10420 (en anglès. Arxiu PDF)

- HST and Infrared Images of the Circumstellar Environment of the Cool Hypergiant IRC + 10420 (en anglès. Arxiu PDF)

- The Morphology of IRC +10420's Circumstellar Ejecta Arxivat 2019-02-16 a Wayback Machine.